# Migouel Alfarela
Migouel Alfarela (Montivilliers, 15 novembre 1997) è un calciatore francese, attaccante dell'Athens Kallithea in prestito dal Legia Varsavia.

## Biografia
Ha origini portoghesi.

## Carriera
Alfarela è cresciuto nel settore giovanile del Le Havre, dove ha giocato per tre anni dal 2015 al 2018 con la seconda squadra prima di rimanere svincolato senza essere riuscito ad ottenere un contratto professionistico. Successivamente ha lasciato il calcio professionistico per intraprendere la professione di muratore, giocando nel mentre con il Gonfreville in quinta divisione. Nel 2019 ha firmato con l'Annecy che ha aiutato a raggiungere il Championnat National 2.
Le buone prestazioni sono valse la chiamata del Paris FC, con cui ha firmato il suo primo contratto professionistico l'8 luglio 2021. Ha debuttato in Ligue 2 il 24 luglio sostituendo Morgan Guilavogui al 74' della partita contro il Grenoble e segnando il gol del definitivo 4-0.
Il 28 giugno 2022 ha firmato un biennale con il Bastia ed il 5 dicembre ha messo a segno la sua prima tripletta in carriera nel 5-0 in casa del Dunkerque.

## Statistiche

### Presenze e reti nei club
Statistiche aggiornate al 7 aprile 2024.
| Stagione        | Squadra         | Campionato      | Campionato | Campionato | Coppe nazionali | Coppe nazionali | Coppe nazionali | Coppe continentali | Coppe continentali | Coppe continentali | Altre coppe | Altre coppe | Altre coppe | Totale | Totale | Totale |
| Stagione        | Squadra         | Comp            | Pres       | Reti       | Comp            | Pres            | Reti            | Comp               | Pres               | Reti               | Comp        | Pres        | Reti        | Pres   | Reti   |        |
| --------------- | --------------- | --------------- | ---------- | ---------- | --------------- | --------------- | --------------- | ------------------ | ------------------ | ------------------ | ----------- | ----------- | ----------- | ------ | ------ | ------ |
| 2015-2016       | Le Havre 2      | CFA2            | 13         | 5          |                 | -               | -               |                    | -                  | -                  |             | -           | -           | 13     | 5      |        |
| 2016-2017       | Le Havre 2      | CFA             | 27         | 2          |                 | -               | -               |                    | -                  | -                  |             | -           | -           | 27     | 2      |        |
| 2017-2018       | Le Havre 2      | N2              | 29         | 12         |                 | -               | -               |                    | -                  | -                  |             | -           | -           | 29     | 12     |        |
| 2018-2019       | Gonfreville     | N3              | 2          | 0          | CF              | 0               | 0               |                    | -                  | -                  |             | -           | -           | 2      | 0      |        |
| 2018-2019       | Annecy          | N2              | 13         | 9          | CF              | 0               | 0               |                    | -                  | -                  |             | -           | -           | 13     | 9      |        |
| 2019-2020       | Annecy          | N2              | 13         | 2          | CF              | 0               | 0               |                    | -                  | -                  |             | -           | -           | 13     | 2      |        |
| 2020-2021       | Annecy          | N1              | 31         | 8          | CF              | 3               | 0               |                    | -                  | -                  |             | -           | -           | 34     | 8      |        |
| 2021-2022       | Paris FC        | L2              | 32         | 3          | CF              | 2               | 2               |                    | -                  | -                  |             | -           | -           | 34     | 5      |        |
| 2022-2023       | Bastia          | L2              | 32         | 3          | CF              | 3               | 1               |                    | -                  | -                  |             | -           | -           | 35     | 4      |        |
| 2023-2024       | Bastia          | L2              | 30         | 8          | CF              | 1               | 0               |                    | -                  | -                  |             | -           | -           | 31     | 8      |        |
| Totale carriera | Totale carriera | Totale carriera | 222        | 52         |                 | 9               | 3               |                    | -                  | -                  |             | -           | -           | 225    | 55     |        |

## Palmarès

### Club

#### Competizioni nazionali
- Championnat National 2: 1

Annecy: 2019-2020 (girone D)